# Gospodarstvo Somalije
Gospodarstvo Somalije ubraja se među najsiromašnija na afričkom koninentu. Prema kategorizaciji Ujedinjenih naroda Somalije se svrstava u nerazvijene zemlje, čije se gospodarstvo temelji na stočarstvu, doznakama iz inozemstva i telekomunikacijama.
Unatoč dugotrajnom građanskom ratu, od 2000-ih Somalija bilježi stabilan prirast ukupnog brutog domaćeg proizvoda, koji zbog rasta stanovništva, sivog tržišta i materijalne štete u ratu ne donosi povećanje BDP-a po stanovniku i time porast životnog standarda.

## Razmjena
Glavni izvozni proizvodi Somalije su drveni ugljen, riba, stoka, banane i otpadni metal za reciklažu. Samo u Ujedinjene Arapske Emirate i Oman Somalije izvozi 70% ukupne vrijednosti svoga izvoza, dok se od ostalih država vojim udjelom ističe Jemen (15% vrijednosti izvoza). Poljoprivredna dobra Somalija pretežno izvozi u zemlje Araskog svijeta. Tako stokom ponajviše trguje sa zemljama Subsaharske Afrike, a otpadnim metalima sa zemljama Arapskog poluotoka pomorskim prometom.
Od uvoznih doabara najveću vrijednost ostvaruje petrolej, građevinski materijali i prehrambene namirnice, većinom uvezene iz obližnje Kenije, Džibutija i bliskog trgovinskog suradnika Omana. Vrijednost robe veću od 10% u ukupnom uvozu ostvarili su proizvodi s područja Indije, Pakistana i Kine, iz koje se naširoko uvoze različiti građevinski materijali. Pokrivenost uvoza izvozom iznosi nešto manje od 25%, a sveukupni vanjski dug gotovo 3 milijarde dolara.